# Годунов, Александр Борисович
Алекса́ндр Бори́сович Годуно́в (28 ноября 1949[…], Южно-Сахалинск — 18 мая 1995, Уэст-Голливуд, Калифорния) — советский и американский артист балета и киноактёр. Заслуженный артист РСФСР (1976).

## Биография

### Ранние годы
Родился в семье инженера-строителя. Родители, Лидия Николаевна Студенцова и Борис Илларионович Годунов-Водуков, познакомились в блокадном Ленинграде, где Студенцова осталась по окончании Ленинградского института инженеров железнодорожного транспорта, а Годунов-Водуков восстанавливал разрушенные бомбёжками здания и коммуникации. Через год после войны их семью с первенцем Олегом направили на Сахалин, в Южно-Сахалинск, где в 1949 году родился второй ребёнок, Александр.
Когда Александру Годунову исполнилось три года, родители развелись. Мать перевезла детей к брату в Ригу. Сама она приехала спустя год, отработав пятилетний контракт на Сахалине, и поступила работать на Прибалтийскую железную дорогу, которая предоставила ей три комнаты в коммунальной квартире в центре Риги, на углу улиц Стабу и Тербатас.
В 1958 году поступил в Рижское хореографическое училище. Учился в одном классе с Михаилом Барышниковым. Училище окончил в 1967 году по классу педагогов Юриса Капралиса и Артура Экиса. На протяжении всей жизни Годунов поддерживал с Юрисом Капралисом дружеские отношения.

### «Молодой балет»

Семья Годуновых: Олег, Александр, Лидия Николаевна. 1968 год

По окончании училища Годунов получил распределение в Латвийский театр оперы и балета, хотя имел приглашение от Игоря Моисеева в Государственный хореографический ансамбль «Классический балет» («Молодой балет»). В 18-летнем возрасте он ещё имел небольшой рост (впоследствии его рост составил 6 футов 3 дюйма (190,5 см)), из-за чего мог быть принят только в кордебалет — так матери заявил руководитель балетной труппы Александр Лемберг. Годунов отправился на прием к министру культуры Латвийской ССР Владимиру Ильичу Каупужу с просьбой отпустить его в Москву, но разрешения не добился, поэтому уехал в столицу самовольно.
В «Молодом балете» (1967—1971) Годунов вплотную познакомился с элитой советского балета. В классах Асафа Мессерера и Александра Руденко он шлифовал технику, позволявшую исполнять как классические па-де-де, так и сочинения современных хореографов. Он солировал в «Мимолётностях» Касьяна Голейзовского, «Гран-па» Асафа Мессерера, «Поэзии чувств» Игоря Моисеева. Танцевал в «Адажио» Альбинони, поставленном Игорем Чернышёвым впервые в Советском Союзе, репетировал с Олегом Виноградовым и с эстонским хореографом Май-Эстер Мурдмаа.
С «Молодым балетом» он объездил весь мир, но мечтал танцевать в Большом театре. За год в Москве вырос на 18 сантиметров, и вскоре ему последовало приглашение от главного балетмейстера театра Юрия Григоровича.

### В Большом театре
В 1971 году был зачислен в балетную труппу Большого театра, где сразу занял положение ведущего солиста. Его дебют состоялся в «Лебедином озере» в па-де-труа. Его педагогом-репетитором длительное время был Алексей Ермолаев.
В 1972 году получил I премию на Всесоюзном конкурсе артистов балета и балетмейстеров в Москве, а в 1973 году участвовал во Втором Московском международном конкурсе артистов балета, где также получил I премию и Золотую медаль.
Годунов пришёл в Большой, когда там открыто враждовали три группировки — Григоровича, Плисецкой и Васильева. Приглашение Плисецкой стать её партнёром навлекло на него гнев главного балетмейстера, поэтому Годунов танцевал очень мало: Спартака всего пять раз, Ивана Грозного — девять, Пастуха в «Весне священной» — два, Хозе в «Кармен» около сорока раз, Вронского в «Анне Карениной» — больше тридцати, Клавдио в «Любовью за любовь» — свыше двадцати.
Последней его премьерой стала партия Тибальда в балете «Ромео и Джульетта». В 1979 году Годунову предоставили политическое убежище в США.

## Репертуар

### Большой театр
- «Лебединое озеро» П. И. Чайковского, хореография А. Горского, М. Петипа, Л. Иванова в редакции Ю. Григоровича — па-де-труа, 1971
- «Лебединое озеро» П. И. Чайковского, хореография А. Горского, М. Петипа, Л. Иванова в редакции Ю. Григоровича — Принц Зигфрид, 1971
- «Шопениана» на музыку Ф. Шопена, хореография М. Фокина — солист, 1972
- «Лебединое озеро» П. И. Чайковского, хореография А. Горского, М. Петипа, Л. Иванова, А. Мессерера — Принц Зигфрид, 1972
- «Анна Каренина» Р. Щедрина, хореография М. Плисецкой, Н. Рыженко, В. Смирнова-Голованова — Вронский, 1972
- Па-де-труа «Океан и жемчужины» на музыку А. Арендса из балета «Конёк-Горбунок, или Царь-девица» Ц. Пуни, хореография А. Горского — Океан, 1973 (на гастролях в США)
- «Дон Кихот» Л. Минкуса, хореография А. Горского — Базиль, 1973
- «Кармен-сюита» Ж. Бизе — Р. Щедрина, хореография А. Алонсо — Хозе, 1974
- «Озарённость» на музыку А. Пахмутовой, хореография Н. Рыженко, В. Смирнова-Голованова — Любимый (1-й исполнитель), 1974
- «Жизель» А. Адана, хореография Ж. Коралли, Ж. Перро, М. Петипа в редакции Л. Лавровского — Граф Альберт, 1974
- «Гибель розы» на музыку Г. Малера, хореография Ролана Пети — солист, 1974
- «Любовью за любовь» Т. Хренникова, хореография В. Боккадоро, по мотивам комедии У. Шекспира «Много шума из ничего» — Клавдио (1-й исполнитель), 1976
- «Спартак» А. Хачатуряна, хореография Ю. Григоровича — Спартак, 1976
- «Иван Грозный» на музыку С. Прокофьева, хореография Ю. Григоровича — Иван Грозный, 1976
- «Весна священная» И. Стравинского, хореография Н. Касаткиной, В. Василёва — Пастух, 1977
- Картина «Тени» из балета «Баядерка» Л. Минкуса, хореография М. Петипа — Солор, 1978
- «Паганини» на музыку С. Рахманинова, хореография Л. Лавровского — Паганини, 1978
- «Ромео и Джульетта» С. Прокофьева, хореография Ю. Григоровича — Тибальд (1-й исполнитель), 1979

## Побег из СССР
23 августа 1979 года во время гастролей Большого театра в Нью-Йорке 29-летний Годунов обратился к американским властям с просьбой о предоставлении политического убежища. Самолёт с женой Годунова — Людмилой Власовой — был задержан американскими властями прямо перед отлётом в Москву, а Государственный департамент США потребовал предоставить доказательства того, что Власова возвращается в СССР добровольно.
Вслед за этим в инцидент оказались вовлечены лидеры СССР и США Леонид Брежнев и Джимми Картер. В конце концов, через три дня самолёт, в котором находилась Власова, был выпущен в СССР. По мотивам этих событий в 1985 году в СССР вышел фильм «Рейс 222», сюжет которого был основан на реальных событиях, но скорректирован (вместо балетных актёров в нём фигурировали спортсмены), в том числе был написан другой текст, часто цитируемый.
В этот период несколько дней прожил в доме друзей Иосифа Бродского. В течение года Александр безуспешно пытался добиться возвращения жены. В 1982 году через посольство был оформлен их развод.

## Работа в США
В феврале 1980 года Годунов стал премьером (principal dancer) труппы Американского театра балета, руководителем коллектива была Луция Чейз. Его первое выступление состоялось 11 февраля 1980 года в юбилейном гала-концерте в Чикаго, где он танцевал па-де-де из балета «Дон Кихот» с Натальей Макаровой. После завершения сезона в Метрополитен-опера, 12 июня 1982 года, Годунов решил покинуть театр балета. Контракт с театром не был продлён из-за разногласий с новым руководителем труппы Михаилом Барышниковым, занявшим эту должность 1 сентября 1980 года.
Везде всё одинаково.
Некоторое время Годунов выступал с собственной труппой. Как приглашённая звезда много гастролировал по США, Канаде, Латинской Америке, Австралии, Израилю, Европе, Японии. Начиная с 1981 года периодически брал уроки актёрского мастерства и речи в Джульярдской школе искусств и студии Стеллы Адлер. В 1985 году ушёл из балета и продолжил кинокарьеру, начатую ещё в СССР. Продолжал поддерживать свою физическую форму, занимаясь в балетной академии Давида Лишина под руководством Татьяны Рябушинской, там же периодически проводил балетные мастер-классы.
Среди ролей в фильмах: фермер-амиш в фильме «Свидетель» (1985), экспрессивный дирижёр оркестра в фильме «Долговая яма» (1986), террорист Карл в фильме «Крепкий орешек» (1988), средневековый тиран Скарабис в фильме ужасов «Музей восковых фигур 2: Затерянные во времени» (1992). Последняя роль актёра — экстравагантный террорист-химик Лотар Красна, мечтающий поработить мир, — была сыграна им в боевике 1995 года «Зона».
В течение семи лет поддерживал близкие отношения с киноактрисой Жаклин Биссет. Они расстались в 1988 году.

### Последний приезд в Ригу
Незадолго до смерти, с 4 по 9 апреля 1995 года, Годунов впервые после своего побега посетил столицу Латвии Ригу. В сопровождении своего агента Арлин Меданн и пресс-секретаря Эвелин Шрайвер прилетел из Германии после съемок в Будапеште фильма «Зона». Мать продолжала жить в прежней коммунальной квартире, после денационализации у дома нашёлся хозяин, и ей грозило выселение. Годунов попытался посетить оперный театр, но там шёл капремонт, часть артистов разъехалась по зарубежью. Братья не нашли ни Капралиса, ни Блинова. 5 апреля Годунова разыскал одноклассник А. Витиньш. Затем Годунов познакомился с женой брата, его сыном и дочерью. В последующие дни он встретился и с другим одноклассником, Игорем Морозовым, а также со своим преподавателем Юрисом Капралисом.

## Смерть
Друзья Годунова были встревожены отсутствием телефонных звонков от него. 18 мая 1995 года в его квартиру в комплексе кондоминиумов Шорхэм Тауэрс в Западном Голливуде послали медсестру, которая и нашла его мёртвым.
По утверждению врачей, смерть была вызвана осложнениями гепатита, обусловленными хроническим алкоголизмом. Эта версия шокировала родных Годунова, которые встречались с ним за месяц до смерти и никаких признаков хронического алкоголизма и гепатита не заметили. Родным не выдали визу в США, так как бизнес-менеджер артиста отказалась выслать заверенную телеграмму для посольства. На словах она заявила, что родным в Америке нечего делать. Вскрытия тела, как и расследования по случаю смерти, не производилось.
Прах Годунова был развеян над Тихим океаном, его мемориал находится в Лос-Анджелесе, эпитафия на кенотафе гласит: «Его будущее осталось в прошлом» (англ. «His future remained in the past»).
На Введенском кладбище Москвы также находится кенотаф актёра. Эпитафия на нём: «Ты всегда с нами».

## Фильмография
| Год  | Название                                                                                              | Роль                        |
| ---- | --- | --------------------------- |
| 1971 | Московская фантазия (фильм-балет) (музыка В. Артёмова, хореография Н. Рыженко и В. Смирнов-Голованов) | Юноша                       |
| 1972 | Мир танца (документальный фильм)                                                                      |                             |
| 1973 | Конкурс                                                                                               |                             |
| 1974 | Анна Каренина (фильм-балет)                                                                           | Вронский                    |
| 1976 | Классические дуэты (фильм-концерт)                                                                    | Базиль                      |
| 1978 | 31 июня                                                                                               | Лемисон / Боб Тейлор        |
| 1978 | Кармен-сюита (фильм-балет)                                                                            | Хозе                        |
| 1982 | Портрет Жизель (документальный фильм)                                                                 |                             |
| 1983 | Александр Годунов. Мир, в котором приходится танцевать (документальный фильм)                         |                             |
| 1985 | Свидетель                                                                                             | Дэниел Хохляйтнер           |
| 1986 | Долговая яма                                                                                          | Maкс Бейссарт, маэстро      |
| 1988 | Крепкий орешек                                                                                        | Карл, террорист             |
| 1990 | Камень викингов                                                                                       | Сигвальдсон (Тор), часовщик |
| 1991 | Откровения балетмейстера Фёдора Лопухова (документальный фильм)                                       |                             |
| 1992 | Музей восковых фигур 2: Затерянные во времени                                                         | Скарабис                    |
| 1994 | Норт                                                                                                  | Отец-амиш                   |
| 1995 | Зона                                                                                                  | Лотар Kрасна                |
| 2005 | Александр Годунов. Побег в никуда (документальный фильм)                                              |                             |
| 2006 | Звёзды русского балета (сборный фильм-концерт)                                                        | Базиль                      |
| 2008 | Голливуд. Русская дорожка (документальный фильм)                                                      |                             |
| 2012 | Жизнь и любовь рокового блондина (документальный фильм)                                               |                             |
| 2013 | Годунов и Барышников. Победителей не судят (документальный фильм)                                     |                             |

## Награды
- I премия Всесоюзного конкурса артистов балета и балетмейстеров в Москве (1972)[8]
- I премия и Золотая медаль Международного конкурса артистов балета в Москве (1973)[9]
- Звание «Заслуженный артист РСФСР» — за заслуги в развитии советского искусства и в связи с 200-летием Государственного академического Большого театра СССР (1976)[28]
- Премия имени Вацлава Нижинского Парижской академии танца (1976)[8]

## Семья
Мать А. Годунова и брат Олег с семьёй жили в Риге. Лидия Николаевна пережила сына на 12 лет и была свидетелем выхода документального фильма Лилии Вьюгиной «Александр Годунов. Побег в никуда». Из уст принимавшей участие в фильме Елены Чернышовой она с удивлением услышала, что родственники очень плохо встретили Сашу во время его единственного визита в Ригу спустя 16 лет после его побега. Биограф и друг Годунова, журналистка Тамара Блёскина тогда же опровергла эти заявления.

## Память
По случаю вечера, посвященного памяти Александра Годунова, проходившего в одном из московских театров, скульптор Олег Закоморный создал его бюст из бронзы. Хранится он в Бахрушинском музее, кроме того, для личной коллекции Майи Плисецкой был создан ещё один экземпляр.
Иван Зайцев поставил 19-минутный балет «История одного артиста» (первоначально балет назывался «Александр Годунов») на музыку Густава Малера, который стал его дебютом в качестве балетмейстера, премьера состоялась в Каменноостровском театре 20 декабря 2019 года. В ролях: Александр Годунов — Никита Четвериков, Михаил Барышников — Леонид Сарафанов, Людмила Власова — Элла Перссон, также в постановке принимали участие артисты: Александр Омар, Павел Савин, Алексей Кузнецов, Анатолий Бахмат, Иван Кулигин, Михаил Зайцев, художник по костюмам — Анна Якущенко.
75-летие со дня рождения Александра Годунова было отмечено организованной Музеем Большого театра на Новой сцене с 11 ноября до 24 декабря 2024 года выставкой «Созданный для рыцарских турниров», где были представлены фотографии сцен из спектаклей, в которых он принимал участие во время его работы в Большом театре.